# Rupert Major Downes
Rupert Major Downes CMG, KStJ, VD, MD, MS, FRACS, avstralski vojaški zdravnik, kirurg in general, * 10. februar 1885, † 5. marec 1945.